# Marietta (Ohio)
Marietta és una ciutat dels Estats Units a l'estat d'Ohio. Segons el cens del 2000 tenia 14.515 habitants.

## Demografia
Segons el cens del 2000, Marietta tenia 14.515 habitants, 5.904 habitatges, i 3.501 famílies. La densitat de població era de 674,4 habitants per km².
Dels 5.904 habitatges en un 27,2% hi vivien nens de menys de 18 anys, en un 42,4% hi vivien parelles casades, en un 13,1% dones solteres, i en un 40,7% no eren unitats familiars. En el 35,1% dels habitatges hi vivien persones soles el 14,6% de les quals corresponia a persones de 65 anys o més que vivien soles. El nombre mitjà de persones vivint en cada habitatge era de 2,21 i el nombre mitjà de persones que vivien en cada família era de 2,86.
Per edats la població es repartia de la següent manera: un 20,9% tenia menys de 18 anys, un 14% entre 18 i 24, un 25,1% entre 25 i 44, un 22,3% de 45 a 60 i un 17,7% 65 anys o més.
L'edat mediana era de 38 anys. Per cada 100 dones de 18 o més anys hi havia 82,8 homes.
La renda mediana per habitatge era de 29.272 $ i la renda mediana per família de 36.042 $. Els homes tenien una renda mediana de 30.683 $ mentre que les dones 22.085 $. La renda per capita de la població era de 18.021 $. Aproximadament el 13,6% de les famílies i el 16,9% de la població estaven per davall del llindar de pobresa.

## Poblacions properes
El següent diagrama mostra les poblacions més properes.

## Fills il·lustres
- Charles Gates Dawes (1865 - 1951) advocat i polític, Premi Nobel de la Pau de l'any 1925.